# Holin monooksigenaza
Holin monooksigenaza (EC 1.14.15.7, holinska monooksigenaza) je enzim sa sistematskim imenom holin,redukovani-feredoksin:kiseonik oksidoreduktaza. Ovaj enzim katalizuje sledeću hemijsku reakciju:
holin + O2 + 2 redukovani feredoksin + 2 H+ {\displaystyle \rightleftharpoons } betain aldehid hidrat + H2O + 2 oksidovani feredoksin
Enzim iz španaća, koji je lociran u hloroplastima, sadrži Riskijev tip [2] klastera, kao i mononuklearni Fe centar. Za dejstvo ovog enzima je neophodan Mg2+. On katalizuje prvi korak u sintezi glicin betaina. Kod mnogih bakterija, biljiki i životinja, betain se sintetiše u dva koraka: (1) holin do betainskog aldehida i (2) betainski aldehid do betaina.

## Literatura
- Nicholas C. Price; Lewis Stevens (1999). Fundamentals of Enzymology: The Cell and Molecular Biology of Catalytic Proteins (Third изд.). USA: Oxford University Press. ISBN 019850229X.
- Eric J. Toone (2006). Advances in Enzymology and Related Areas of Molecular Biology, Protein Evolution (Volume 75 изд.). Wiley-Interscience. ISBN 0471205036.
- Branden C; Tooze J. Introduction to Protein Structure. New York, NY: Garland Publishing. ISBN 0-8153-2305-0.
- Irwin H. Segel. Enzyme Kinetics: Behavior and Analysis of Rapid Equilibrium and Steady-State Enzyme Systems (Book 44 изд.). Wiley Classics Library. ISBN 0471303097.

## Spoljašnje veze
- Choline+monooxygenase на 